# 郭鋐
郭鋐，合肥人，明朝軍事將領。
郭鋐襲彭城衛指揮使。成化初年，以從征荔浦功，進都指揮僉事，后因張懋舉薦，代替都勝負責練兵抵禦日本倭寇。之後王信去世，都勝升任都指揮使，而郭鋐擔任參將，輔佐漕運總督事務。弘治年間，郭鋐鎮守廣西副總兵，攻破府江僮族叛亂，后因聲望升任漕運總督。郭鋐雖然無功勳，但為官清廉，其擔任漕運總督之處均為富裕膏腴之地，而其卻自奉簡淡，每天只吃豆腐。郭鋐后晋升為都督同知，并浚通州河二十處堵塞。明孝宗時期，朝政整肅，各官職均有調整，而郭鋐負責的漕運則十三年不改。正德初年，召入內廷，負責後軍都督府事，之後去世。